# Darko Čurlinov
Darko Čurlinov (Skopie, Macedonia, 11 de julio de 2000) es un futbolista macedonio. Juega de centrocampista y su equipo es el Burnley F. C. de la Premier League de Inglaterra.

## Trayectoria
Nació y creció en Skopie, Macedonia del Norte, donde también comenzó a jugar al fútbol con el FK Forca local. Posteriormente, pasó por las categorías inferiores del F. K. Rabotnički Skopje y del Fudbalski Klub Vardar hasta los 14 años. Luego se mudó a Alemania y se unió a las categorías juveniles del FC Hansa Rostock, donde su amigo y compañero futbolista macedonio Dimitar Mitrovski ya jugaba en los equipos juveniles. Mitrovski había pedido a los directivos del club que lo ficharan, ya que le gustaría tener a un compatriota macedonio como compañero de equipo.
El 8 de enero de 2020 fue transferido al VfB Stuttgart.
El 18 de agosto de 2021 se unió al F. C. Schalke 04 a préstamo hasta el final de la temporada. Un año después fue traspasado al Burnley F. C. En su primera campaña en Inglaterra ayudó al equipo a ascender a la Premier League y en la segunda terminó regresando a Gelsenkirchen como cedido. La siguiente campaña acumuló otra cesión en el Jagiellonia Białystok.

## Selección nacional
El 28 de marzo de 2017, a la edad de 16 años y 8 meses, hizo su debut con la selección de Macedonia en un partido amistoso contra Bielorrusia, y con ello se convirtió en el jugador más joven en debutar de su seleccionado.[cita requerida]

### Participaciones en Eurocopas
| Eurocopa      | Sede   | Resultado    | Partidos | Goles |
| ------------- | ------ | ------------ | -------- | ----- |
| Eurocopa 2020 | Europa | Primera fase | 2        | 0     |

## Estadísticas

### Clubes
Actualizado al último partido disputado el 13 de marzo de 2022.
| Club                           | Temporada     | Div.          | Liga  | Liga  | Copas nacionales* | Copas nacionales* | Copas internacionales ** | Copas internacionales ** | Total | Total | Media goleadora |
| Club                           | Temporada     | Div.          | Part. | Goles | Part.             | Goles             | Part.                    | Goles                    | Part. | Goles | Media goleadora |
| ------------------------------ | ------------- | ------------- | ----- | ----- | ----------------- | ----------------- | ------------------------ | ------------------------ | ----- | ----- | --------------- |
| 1. F. C. Colonia II · Alemania | 2018-19       | 4.ª           | 1     | 0     | —                 | —                 | —                        | —                        | 1     | 0     | 0               |
| 1. F. C. Colonia II · Alemania | 2019-20       | 4.ª           | 9     | 6     | —                 | —                 | —                        | —                        | 9     | 6     | 0,67            |
| 1. F. C. Colonia II · Alemania | Total club    | Total club    | 10    | 6     | 0                 | 0                 | 0                        | 0                        | 10    | 6     | 0,6             |
| 1. F. C. Colonia · Alemania    | 2019-20       | 1.ª           | 1     | 0     | —                 | —                 | —                        | —                        | 1     | 0     | 0               |
| 1. F. C. Colonia · Alemania    | Total club    | Total club    | 1     | 0     | 0                 | 0                 | 0                        | 0                        | 1     | 0     | 0               |
| VfB Stuttgart II · Alemania    | 2019-20       | 5.ª           | 1     | 0     | —                 | —                 | —                        | —                        | 1     | 0     | 0               |
| VfB Stuttgart II · Alemania    | Total club    | Total club    | 1     | 0     | —                 | —                 | 0                        | 0                        | 1     | 0     | 0               |
| VfB Stuttgart · Alemania       | 2019-20       | 2.ª           | 6     | 1     | —                 | —                 | —                        | —                        | 6     | 1     | 0,17            |
| VfB Stuttgart · Alemania       | 2020-21       | 1.ª           | 14    | 0     | 2                 | 0                 | —                        | —                        | 16    | 0     | 0               |
| VfB Stuttgart · Alemania       | 2021-22       | 1.ª           | 0     | 0     | 1                 | 1                 | —                        | —                        | 1     | 1     | 1               |
| VfB Stuttgart · Alemania       | Total club    | Total club    | 20    | 1     | 3                 | 1                 | 0                        | 0                        | 23    | 2     | 0,09            |
| F. C. Schalke 04 · Alemania    | 2021-22       | 2.ª           | 22    | 2     | 1                 | 0                 | —                        | —                        | 23    | 2     | 0,09            |
| F. C. Schalke 04 · Alemania    | Total club    | Total club    | 22    | 2     | 1                 | 0                 | 0                        | 0                        | 23    | 2     | 0,09            |
| Total carrera                  | Total carrera | Total carrera | 54    | 9     | 4                 | 1                 | 0                        | 0                        | 58    | 10    | 0,17            |

## Palmarés

### Títulos nacionales
| Título               | Club                  | País    | Año  |
| -------------------- | --------------------- | ------- | ---- |
| Supercopa de Polonia | Jagiellonia Białystok | Polonia | 2024 |